# 香胶蒲桃
香胶蒲桃（学名：Syzygium balsameum）为桃金娘科蒲桃属的植物。分布于锡金、中南半岛以及中国大陆的云南等地，生长于海拔550米至1,400米的地区，常生长在潮湿森林及河边，目前尚未由人工引种栽培。

## 异名
- Syzygium balsameum Wall. ex Kurz var. angustifolium (Duthie) C. Y. Wu